# 대한민국 국회 교육위원회
교육위원회(敎育委員會, 영어: Education Committee)는 교육에 관한 대한민국 국회의 의사 결정 기능을 실질적으로 수행하는 상임위원회이다.

## 설치 근거 및 소관 업무

### 설치 근거
- 국회법 [법률 제15713호, 2018.7.17 일부개정] 제37조[1]

### 소관 업무
- 교육부의 소관에 속하는 의안과 청원 등의 심사, 기타 법률에서 정하는 직무를 수행한다.

## 연혁
- 1948년 10월 2일: 문교사회위원회를 설치
- 1951년 3월 15일: 문교사회위원회를 문교위원회로 개편
- 1963년 11월 26일: 문교위원회를 문교공보위원회로 개편
- 1990년 6월 29일: 문교공보위원회를 문화공보위원회와 문교체육위원회로 분리
- 1991년 5월 31일: 문교체육위원회를 교육체육청소년위원회로 개편
- 1993년 3월 6일: 교육체육청소년위원회를 교육위원회로 개편
- 2008년 8월 25일: 교육위원회를 교육과학기술위원회로 개편
- 2013년 3월 23일: 교육과학기술위원회를 교육문화체육관광위원회로 개편
- 2018년 7월 17일: 교육문화체육관광위원회를 교육위원회와 문화체육관광위원회로 분리

## 위원 명단
| 위원정수 | 현원   | 더불어민주당                                                   | 국민의힘                                     | 비교섭단체        |
| 16       | 16     | 9                                                              | 6                                            | 1                 |
| -------- | ------ | -------------------------------------------------------------- | -------------------------------------------- | ----------------- |
| 위원장   | 위원장 | 김영호                                                         |                                              |                   |
| 간사     | 간사   | 문정복                                                         | 조정훈                                       |                   |
| 위원     | 위원   | - 고민정 - 김문수 - 김준혁 - 박성준 - 백승아 - 정을호 - 진선미 | - 김대식 - 김민전 - 김용태 - 서지영 - 정성국 | 강경숙 - 비례대표 |

## 같이 보기
- 대한민국 국회 교육문화체육관광위원회